# 地区领导 (纳粹党)
地区领导（德語：Bereichsleiter）是纳粹党於1939至1945年间設立的一个政治职衔。创设地区领导职衔的主要目的是替代先前的區領導职位，但在纳粹党内，一些更高阶的官员（大区级、全国级官员）也会擁有地区领导职衔，在这种语境里，地区领导就成了一个高级参谋长级别人都可以擁有的职位。地区领导都会佩戴一款特殊政治袖标，以彰显身份。